# Gran Premio motociclistico di Indianapolis 2015
Il Gran Premio motociclistico di Indianapolis 2015 è stato la decima prova del motomondiale del 2015 e si è svolto il 9 agosto sull'Indianapolis Motor Speedway. Si è trattato dell'ottava edizione di questo Gran Premio e nelle tre classi si sono imposti Marc Márquez in MotoGP, Álex Rins in Moto2 e Livio Loi in Moto3. Con le due vittorie ottenute prima da Loi e in seguito da Marquez, la Honda ha festeggiato il raggiungimento delle 700 vittorie nei Gran Premi validi per il titolo iridato.

## MotoGP
Come già nel gran premio precedente lo spagnolo Marquez è riuscito ad ottenere pole position, giro più veloce e vittoria in gara e anche su questo circuito ha ottenuto diverse vittorie consecutive: per il quinto anno di seguito si è imposto, le prime due volte in Moto2 e le ultime tre in MotoGP.
Al traguardo, sulla sua Honda, ha preceduto il connazionale Jorge Lorenzo e l'italiano Valentino Rossi alla guida entrambi di Yamaha.
Il team Forward è stato costretto a saltare questo appuntamento a causa di alcuni guai giudiziari che hanno riguardato il suo titolare.

### Arrivati al traguardo
| Pos. | Nº | Pilota           | Squadra                     | Motocicletta       | Giri | Tempo     | Griglia | Punti |
| ---- | -- | ---------------- | --------------------------- | ------------------ | ---- | --------- | ------- | ----- |
| 1º   | 93 | Marc Márquez     | Repsol Honda                | Honda RC213V       | 27   | 41'55.371 | 1º      | 25    |
| 2º   | 99 | Jorge Lorenzo    | Movistar Yamaha             | Yamaha YZR-M1      | 27   | +0.688    | 3º      | 20    |
| 3º   | 46 | Valentino Rossi  | Movistar Yamaha             | Yamaha YZR-M1      | 27   | +5.966    | 8º      | 16    |
| 4º   | 26 | Daniel Pedrosa   | Repsol Honda                | Honda RC213V       | 27   | +6.147    | 2º      | 13    |
| 5º   | 29 | Andrea Iannone   | Ducati Team                 | Ducati Desmosedici | 27   | +21.528   | 7º      | 11    |
| 6º   | 38 | Bradley Smith    | Monster Yamaha Tech 3       | Yamaha YZR-M1      | 27   | +21.751   | 6º      | 10    |
| 7º   | 44 | Pol Espargaró    | Monster Yamaha Tech 3       | Yamaha YZR-M1      | 27   | +30.378   | 11º     | 9     |
| 8º   | 35 | Cal Crutchlow    | CWM LCR Honda               | Honda RC213V       | 27   | +31.607   | 4º      | 8     |
| 9º   | 4  | Andrea Dovizioso | Ducati Team                 | Ducati Desmosedici | 27   | +32.821   | 10º     | 7     |
| 10º  | 9  | Danilo Petrucci  | Octo Pramac Racing          | Ducati Desmosedici | 27   | +34.517   | 5º      | 6     |
| 11º  | 25 | Maverick Viñales | Suzuki Ecstar               | Suzuki GSX-RR      | 27   | +39.010   | 9º      | 5     |
| 12º  | 68 | Yonny Hernández  | Octo Pramac Racing          | Ducati Desmosedici | 27   | +41.815   | 15º     | 4     |
| 13º  | 45 | Scott Redding    | EG 0,0 Marc VDS             | Honda RC213V       | 27   | +50.209   | 13º     | 3     |
| 14º  | 41 | Aleix Espargaró  | Suzuki Ecstar               | Suzuki GSX-RR      | 27   | +1'00.465 | 12º     | 2     |
| 15º  | 8  | Héctor Barberá   | Avintia Racing              | Ducati Desmosedici | 27   | +1'04.147 | 14º     | 1     |
| 16º  | 69 | Nicky Hayden     | Aspar Team                  | Honda RC213V-RS    | 27   | +1'05.066 | 20º     |       |
| 17º  | 63 | Mike Di Meglio   | Avintia Racing              | Ducati Desmosedici | 27   | +1'06.941 | 22º     |       |
| 18º  | 19 | Álvaro Bautista  | Aprilia Racing Team Gresini | Aprilia RS-GP      | 27   | +1'13.862 | 18º     |       |
| 19º  | 50 | Eugene Laverty   | Aspar Team                  | Honda RC213V-RS    | 27   | +1'18.706 | 19º     |       |
| 20º  | 6  | Stefan Bradl     | Aprilia Racing Team Gresini | Aprilia RS-GP      | 27   | +1'19.730 | 17º     |       |
| 21º  | 15 | Alex De Angelis  | E-Motion IodaRacing         | ART                | 27   | +1'19.882 | 21º     |       |
| 22º  | 24 | Toni Elías       | AB Motoracing               | Honda RC213V-RS    | 27   | +1'19.934 | 23º     |       |

### Ritirato
| Nº | Pilota      | Squadra       | Motocicletta    | Giri | Griglia |
| -- | ----------- | ------------- | --------------- | ---- | ------- |
| 43 | Jack Miller | CWM LCR Honda | Honda RC213V-RS | 7    | 16º     |

## Moto2
Il pilota spagnolo Álex Rins, partito in pole position, ha ottenuto quella che è la sua prima vittoria in questa classe, precedendo all'arrivo il francese Johann Zarco e l'italiano Franco Morbidelli.

### Arrivati al traguardo
| Pos. | Nº | Pilota             | Squadra                        | Motocicletta       | Giri | Tempo     | Griglia | Punti |
| ---- | -- | ------------------ | ------------------------------ | ------------------ | ---- | --------- | ------- | ----- |
| 1º   | 40 | Álex Rins          | Paginas Amarillas HP 40        | Kalex Moto2        | 25   | 41'18.866 | 1º      | 25    |
| 2º   | 5  | Johann Zarco       | Ajo Motorsport                 | Kalex Moto2        | 25   | +0.482    | 8º      | 20    |
| 3º   | 21 | Franco Morbidelli  | Italtrans Racing               | Kalex Moto2        | 25   | +0.888    | 9º      | 16    |
| 4º   | 77 | Dominique Aegerter | Technomag Racing Interwetten   | Kalex Moto2        | 25   | +1.719    | 11º     | 13    |
| 5º   | 1  | Esteve Rabat       | EG 0,0 Marc VDS                | Kalex Moto2        | 25   | +2.963    | 2º      | 11    |
| 6º   | 12 | Thomas Lüthi       | Derendinger Racing Interwetten | Kalex Moto2        | 25   | +3.478    | 4º      | 10    |
| 7º   | 49 | Axel Pons          | AGR Team                       | Kalex Moto2        | 25   | +5.064    | 18º     | 9     |
| 8º   | 19 | Xavier Siméon      | Federal Oil Gresini            | Kalex Moto2        | 25   | +7.562    | 16º     | 8     |
| 9º   | 30 | Takaaki Nakagami   | Idemitsu Honda Team Asia       | Kalex Moto2        | 25   | +9.316    | 6º      | 7     |
| 10º  | 73 | Álex Márquez       | EG 0,0 Marc VDS                | Kalex Moto2        | 25   | +9.801    | 13º     | 6     |
| 11º  | 25 | Azlan Shah         | Idemitsu Honda Team Asia       | Kalex Moto2        | 25   | +9.899    | 12º     | 5     |
| 12º  | 94 | Jonas Folger       | AGR Team                       | Kalex Moto2        | 25   | +10.108   | 5º      | 4     |
| 13º  | 95 | Anthony West       | QMMF Racing                    | Speed Up SF15      | 25   | +17.106   | 23º     | 3     |
| 14º  | 23 | Marcel Schrötter   | Tech 3                         | Tech 3 Mistral 610 | 25   | +25.187   | 19º     | 2     |
| 15º  | 70 | Robin Mulhauser    | Technomag Racing Interwetten   | Kalex Moto2        | 25   | +32.587   | 21º     | 1     |
| 16º  | 39 | Luis Salom         | Paginas Amarillas HP 40        | Kalex Moto2        | 25   | +37.611   | 20º     |       |
| 17º  | 2  | Jesko Raffin       | sports-millions-EMWE-SAG       | Kalex Moto2        | 25   | +38.889   | 24º     |       |
| 18º  | 10 | Thitipong Warokorn | APH PTT The Pizza SAG          | Kalex Moto2        | 25   | +49.094   | 27º     |       |
| 19º  | 66 | Florian Alt        | E-Motion IodaRacing            | Suter MMX2         | 25   | +59.167   | 28º     |       |

### Ritirati
| Nº | Pilota              | Squadra                    | Motocicletta       | Giri | Griglia |
| -- | ------------------- | -------------------------- | ------------------ | ---- | ------- |
| 55 | Hafizh Syahrin      | Petronas Raceline Malaysia | Kalex Moto2        | 24   | 14º     |
| 22 | Sam Lowes           | Speed Up Racing            | Speed Up SF15      | 20   | 7º      |
| 97 | Xavi Vierge         | Tech 3                     | Tech 3 Mistral 610 | 20   | 25º     |
| 4  | Randy Krummenacher  | JIR Racing                 | Kalex Moto2        | 18   | 15º     |
| 96 | Louis Rossi         | Tasca Racing               | Tech 3 Mistral 610 | 15   | 26º     |
| 15 | Ratthapark Wilairot | JPMoto Malaysia            | Suter MMX2         | 14   | 22º     |
| 36 | Mika Kallio         | Italtrans Racing           | Kalex Moto2        | 11   | 3º      |
| 11 | Sandro Cortese      | Dynavolt Intact GP         | Kalex Moto2        | 10   | 10º     |
| 60 | Julián Simón        | QMMF Racing                | Speed Up SF15      | 6    | 17º     |

## Moto3
La gara della classe di minor cilindrata è stata la più anomala del Gran Premio: a causa delle condizioni atmosferiche molto variabili i piloti non hanno fatto una scelta uniforme di pneumatici e si sono registrate diverse fermate ai box per il cambio delle coperture. Al termine della gara è risultata vincente la scelta del pilota belga Livio Loi che ha ottenuto il suo primo successo nel motomondiale, precedendo sul traguardo il britannico John McPhee e il tedesco Philipp Öttl. La particolarità della situazione è riscontrabile anche dal fatto che in una classe solitamente caratterizzata da distacchi piuttosto ridotti, solo 16 piloti hanno effettuato i previsti 23 giri.

### Arrivati al traguardo
| Pos. | Nº | Pilota              | Squadra                    | Motocicletta        | Giri | Tempo     | Griglia | Punti |
| ---- | -- | ------------------- | -------------------------- | ------------------- | ---- | --------- | ------- | ----- |
| 1º   | 11 | Livio Loi           | RW Racing GP               | Honda NSF250R       | 23   | 40'50.747 | 26º     | 25    |
| 2º   | 17 | John McPhee         | SaxoPrint RTG              | Honda NSF250R       | 23   | +38.860   | 18º     | 20    |
| 3º   | 65 | Philipp Öttl        | Schedl GP Racing           | KTM RC 250 GP       | 23   | +57.781   | 34º     | 16    |
| 4º   | 5  | Romano Fenati       | SKY Racing Team VR46       | KTM RC 250 GP       | 23   | +1'15.296 | 11º     | 13    |
| 5º   | 32 | Isaac Viñales       | RBA Racing                 | KTM RC 250 GP       | 23   | +1'19.814 | 20º     | 11    |
| 6º   | 33 | Enea Bastianini     | Gresini Racing             | Honda NSF250R       | 23   | +1'23.801 | 4º      | 10    |
| 7º   | 23 | Niccolò Antonelli   | Ongetta-Rivacold           | Honda NSF250R       | 23   | +1'24.586 | 8º      | 9     |
| 8º   | 41 | Brad Binder         | Red Bull KTM Ajo           | KTM RC 250 GP       | 23   | +1'24.659 | 6º      | 8     |
| 9º   | 9  | Jorge Navarro       | Estrella Galicia 0,0       | Honda NSF250R       | 23   | +1'25.292 | 9º      | 7     |
| 10º  | 88 | Jorge Martín        | Mapfre Team Mahindra       | Mahindra MGP3O      | 23   | +1'35.105 | 10º     | 6     |
| 11º  | 20 | Fabio Quartararo    | Estrella Galicia 0,0       | Honda NSF250R       | 23   | +1'35.784 | 5º      | 5     |
| 12º  | 98 | Karel Hanika        | Red Bull KTM Ajo           | KTM RC 250 GP       | 23   | +1'35.801 | 13º     | 4     |
| 13º  | 55 | Andrea Locatelli    | Gresini Racing             | Honda NSF250R       | 23   | +1'35.913 | 21º     | 3     |
| 14º  | 95 | Jules Danilo        | Ongetta-Rivacold           | Honda NSF250R       | 23   | +1'36.059 | 15º     | 2     |
| 15º  | 44 | Miguel Oliveira     | Red Bull KTM Ajo           | KTM RC 250 GP       | 23   | +1'43.203 | 2º      | 1     |
| 16º  | 19 | Alessandro Tonucci  | Outox Reset Drink          | Mahindra MGP3O      | 23   | +1'49.006 | 25º     |       |
| 17º  | 2  | Remy Gardner        | CIP                        | Mahindra MGP3O      | 22   | +1 giro   | 17º     |       |
| 18º  | 58 | Juanfran Guevara    | Mapfre Team Mahindra       | Mahindra MGP3O      | 22   | +1 giro   | 22º     |       |
| 19º  | 29 | Stefano Manzi       | San Carlo Team Italia      | Mahindra MGP3O      | 22   | +1 giro   | 33º     |       |
| 20º  | 16 | Andrea Migno        | SKY Racing Team VR46       | KTM RC 250 GP       | 22   | +1 giro   | 28º     |       |
| 21º  | 52 | Danny Kent          | Leopard Racing             | Honda NSF250R       | 22   | +1 giro   | 1º      |       |
| 22º  | 84 | Jakub Kornfeil      | Drive M7 SIC               | KTM RC 250 GP       | 22   | +1 giro   | 16º     |       |
| 23º  | 24 | Tatsuki Suzuki      | CIP                        | Mahindra MGP3O      | 22   | +1 giro   | 27º     |       |
| 24ª  | 6  | María Herrera       | Husqvarna Factory Laglisse | Husqvarna FR 250 GP | 22   | +1 giro   | 23ª     |       |
| 25º  | 63 | Zulfahmi Khairuddin | Drive M7 SIC               | KTM RC 250 GP       | 22   | +1 giro   | 3º      |       |
| 26º  | 76 | Hiroki Ono          | Leopard Racing             | Honda NSF250R       | 22   | +1 giro   | 14º     |       |
| 27º  | 40 | Darryn Binder       | Outox Reset Drink          | Mahindra MGP3O      | 22   | +1 giro   | 32º     |       |
| 28º  | 48 | Lorenzo Dalla Porta | Husqvarna Factory Laglisse | Husqvarna FR 250 GP | 22   | +1 giro   | 30º     |       |
| 29º  | 12 | Matteo Ferrari      | San Carlo Team Italia      | Mahindra MGP3O      | 22   | +1 giro   | 31º     |       |
| 30º  | 31 | Niklas Ajo          | RBA Racing                 | KTM RC 250 GP       | 22   | +1 giro   | 19º     |       |
| 31º  | 91 | Gabriel Rodrigo     | RBA Racing                 | KTM RC 250 GP       | 22   | +1 giro   | 29º     |       |
| 32º  | 10 | Alexis Masbou       | SaxoPrint RTG              | Honda NSF250R       | 22   | +1 giro   | 12º     |       |

### Ritirati
| Nº | Pilota            | Squadra              | Motocicletta   | Giri | Griglia |
| -- | ----------------- | -------------------- | -------------- | ---- | ------- |
| 7  | Efrén Vázquez     | Leopard Racing       | Honda NSF250R  | 15   | 7º      |
| 21 | Francesco Bagnaia | Mapfre Team Mahindra | Mahindra MGP3O | 11   | 24º     |